# Happy Valley Athletic Association
Maillots
Actualités
Le Happy Valley Athletic Association (en chinois : 愉園體育會), plus couramment abrégé en Happy Valley AA, est un club hongkongais de football fondé en 1950 et basé dans le quartier de Causeway Bay à Hong Kong.

## Palmarès
| \| - Championnat de Hong Kong (6) : - Champion : 1964-65, 1988-89, 1998-99, 2000-01, 2002-03 et 2005-06. - Vice-champion : 1959-60, 1960-61, 1961-62, 1963-64, 1965-66, 1974-75, 1977-78, 1978-79, 1979-80, 1981-82, 1985-86, 1987-88, 1990-91, 1999-00, 2001-02, 2004-05 et 2012-13. - Coupe de Hong Kong (2) : - Vainqueur : 1999-00 et 2003-04. - Finaliste : 1986-87, 1993-94, 2004-05 et 2005-06. - Coupe de la Ligue de Hong Kong (1) : - Vainqueur : 2000-01. - Finaliste : 2002-03, 2003-04, 2004-05, 2005-06 et 2006-07. \| \| - Championnat de Hong Kong D2 (3) : - Champion : 1958-59, 1969-70 et 2017-18. - Vice-champion : 2012-13. - Championnat de Hong Kong D2 (3) : - Champion : 1957-58, 1968-69 et 2016-17. \| |  | |
| - Championnat de Hong Kong (6) : - Champion : 1964-65, 1988-89, 1998-99, 2000-01, 2002-03 et 2005-06. - Vice-champion : 1959-60, 1960-61, 1961-62, 1963-64, 1965-66, 1974-75, 1977-78, 1978-79, 1979-80, 1981-82, 1985-86, 1987-88, 1990-91, 1999-00, 2001-02, 2004-05 et 2012-13. - Coupe de Hong Kong (2) : - Vainqueur : 1999-00 et 2003-04. - Finaliste : 1986-87, 1993-94, 2004-05 et 2005-06. - Coupe de la Ligue de Hong Kong (1) : - Vainqueur : 2000-01. - Finaliste : 2002-03, 2003-04, 2004-05, 2005-06 et 2006-07. |  | - Championnat de Hong Kong D2 (3) : - Champion : 1958-59, 1969-70 et 2017-18. - Vice-champion : 2012-13. - Championnat de Hong Kong D2 (3) : - Champion : 1957-58, 1968-69 et 2016-17. |

## Personnalités du club

### Présidents du club
- Chen Zhishi

### Entraîneurs du club
| - Wong Yiu Shun (1er juillet 2005 – 30 juin 2006) - José Ricardo Rambo (1er juillet 2006 – 2006) - Lo Kai Wah (2006 – 2007) - Chan Hung Ping (2007 – 2008) - Wong Yiu Shun (2008 – 2009) - He Jianbo/Cheng Qiang (2009 – 2013) | - Sergio Timoner (juillet 2013 – 8 octobre 2013) - Paul Foster (9 octobre 2013 – 2015) - Poon Man Tik (20 janvier 2015 – 2016) - Shum Kwok Pui (2016 – 2019) - Pau Ka Yiu (2019 – 2021) - Chill Chiu (2021 – ) |

### Anciens joueurs du club
- Tony Pulis, entraîneur de Premier League anglaise
- Cheung Sai Ho (en)